# Miklós Páncsics

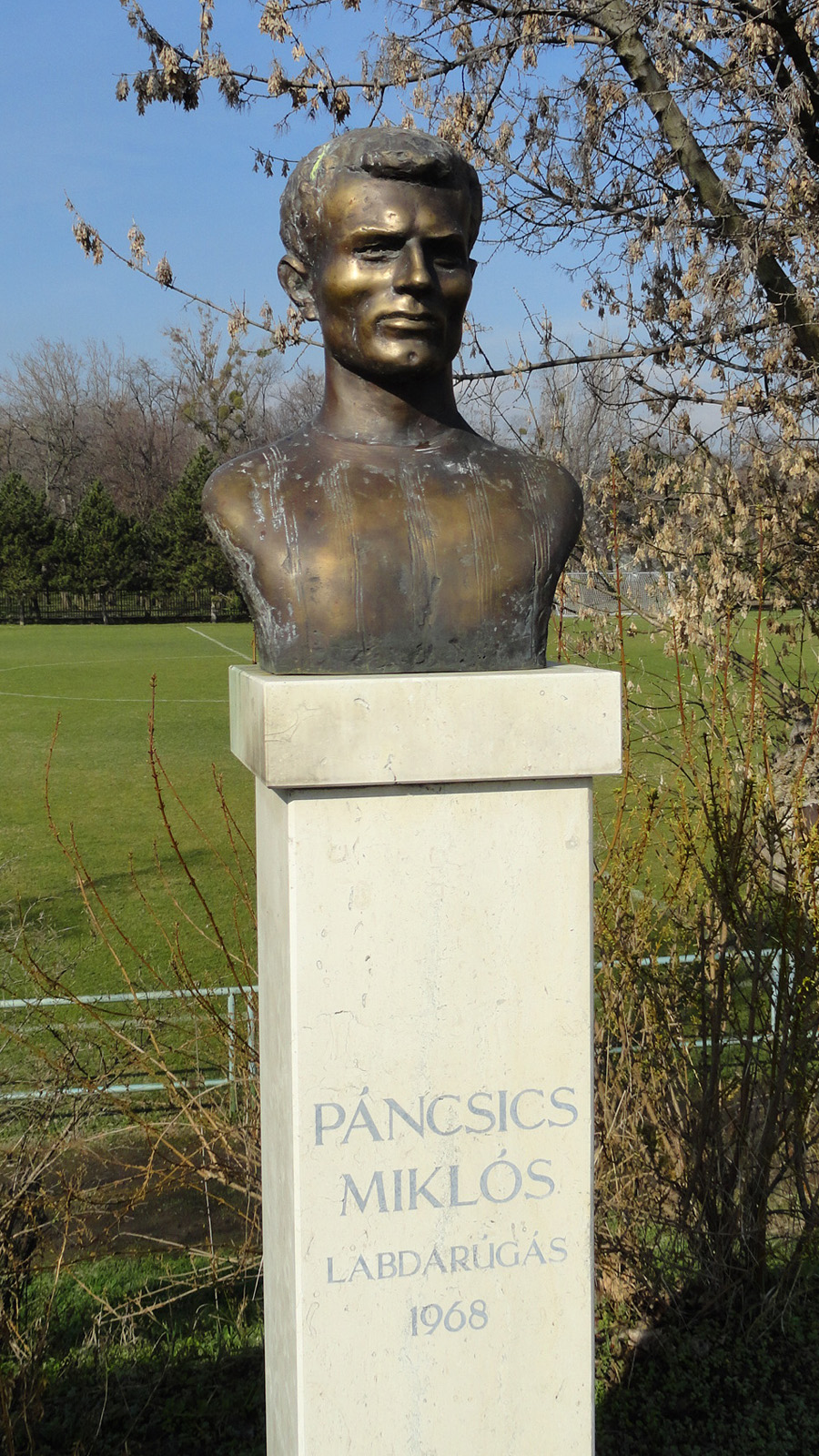
Miklós Páncsics

Miklós Páncsics (Gara, 4 februari 1944 – Boedapest, 7 augustus 2007) was een Hongaars voetballer.
Hij was een snelle verdediger en kwam 323 keer in actie voor de Hongaarse voetbalclub Ferencvárosi TC. Met zijn club werd hij in 1964, 1967 en 1968 kampioen van Hongarije en won hij in 1972 de nationale beker.
Páncsics kwam 37 keer uit voor het Hongaars voetbalelftal. Hij maakte deel uit van de ploeg die tijdens de Olympische Zomerspelen van 1968 in Mexico goud won door in de finale Bulgarije met 4-1 te verslaan. Vier jaar later haalde hij weer de olympische finale, maar deze werd met 2-1 verloren van Polen. Eerder dat jaar deed hij met Hongarije mee aan het Europees kampioenschap voetbal 1972, waar de wedstrijd om het brons werd verloren van de Rode Duivels (België).
In de jaren negentig was hij leidinggevende bij Ferencvárosi TC. Miklós Páncsics overleed op 63-jarige leeftijd.

## Erelijst
| Logo van de Olympische Spelen | Goud | Zilver | Brons | Logo van de Olympische Spelen |
|                               | 1    | 1      | 0     |                               |